# 21 janvier
Pour les articles homonymes, voir Vingt-et-Un-Janvier.
21 décembre 21 février
Chronologies thématiques
- Croisades
- Ferroviaires
- Sports
- Disney
- Anarchisme
- Catholicisme

Abréviations / Voir aussi
- (° 1852) = né en 1852
- († 1885) = mort en 1885
- a.s. = calendrier julien
- n.s. = calendrier grégorien
- Calendrier
- Calendrier perpétuel
- Liste de calendriers
- Naissances du jour

Le 21 janvier est le 21e jour de l'année du calendrier grégorien.
Il reste 344 jours avant la fin de l'année, 345 lorsqu'elle est bissextile.
C'était généralement le 2e jour du mois de pluviôse dans le calendrier républicain ou révolutionnaire français, officiellement dénommé jour de la mousse.

## Événements

### XVIesiècle
- 1535 : en réaction à l'affaire des Placards, six protestants sont brûlés sur un bûcher devant la cathédrale Notre-Dame de Paris.

### XVIIesiècle
- 1673 : fondation de la nouvelle ville de Panama, deux ans après la destruction de l'ancienne ville par les pirates de Henry Morgan.

### XVIIIesiècle
- 1774 : Abdülhamid Ier devient sultan de l'empire ottoman.
- 1775 : condamnation et exécution d'Emelian Pougatchev.
- 1793 : L'ancien roi de France Louis XVI est guillotiné à 10 h 22[1].
- 1794 : début des « colonnes infernales » en Vendée (ouest de la France).

### XIXesiècle
- 1824 : victoire des Ashantis à la bataille d'Insamankou, pendant la première guerre anglo-ashanti.
- 1840 : Jules Dumont d'Urville pose pied sur la Terre Adélie, au lieu-dit actuel du « rocher du Débarquement » (voir aussi 20 janvier) en Antarctique.
- 1858 : Benito Juárez devient président du Mexique.
- 1860 : Camillo Cavour devient pour la seconde fois président du Conseil des ministres du royaume de Sardaigne (actuelle île d'Italie).
- 1870 : dans le département français méridional des Pyrénées-Orientales, Collioure subit un événement climatique exceptionnel observé par le botaniste Charles Naudin en recevant un mètre de neige en une journée, de nombreux vergers et plantations de chênes-lièges sont détruits[2].

### XXesiècle
- 1919 : proclamation de l'indépendance de l'Irlande.
- 1921 : naissance du Parti communiste italien (PCI).
- 1931 : Isaac Isaacs devient gouverneur général d'Australie.
- 1939 : création du camp de Rieucros pour les étrangers indésirables en France.
- 1941 : coup d'État de la Légion et pogrom de Bucarest, en Roumanie au régime alors allié de l'Allemagne nazie.
- 1948 : adoption du drapeau québécois.
- 1949 : démission de Tchang Kaï-chek de la présidence de la République chinoise.
- 1960 : L'effondrement de la mine de Coalbrook en Afrique du Sud fait plus de 400 victimes.
- 1968 : début de la bataille de Khe Sanh pendant la guerre du Viêt Nam.
- 1969 : accident nucléaire à la centrale nucléaire expérimentale suisse de Lucens (CNEL).
- 1999 : le Premier ministre cambodgien Hun Sen autorise l'ONU à juger les khmers rouges dont il fit partie.
- 2000 :
  - les États-Unis se retirent de Haïti après cinq ans de présence militaire.
  - démission du président équatorien Jamil Mahuad.

### XXIesiècle
- 2006 : mort du président kosovar Ibrahim Rugova.
- 2013 : Jeroen Dijsselbloem devient Président de l'Eurogroupe.
- 2017 : marche des femmes à Washington D.C., le lendemain de l'investiture du 45e président américain Donald Trump.
- 2020 : au Liban, Hassan Diab succède à Saad Hariri comme président du Conseil des ministres, un peu plus de trois mois après le début de manifestations anti-institutionnelles transcendant les différentes communautés du pays[3].

## Arts, culture et religion
- 1276 : élection du pape Innocent V.
- 1525 : Conrad Grebel et Felix Manz participent aux premiers baptêmes d'adultes considérés comme la fondation de l'anabaptisme.
- 1606 : le Parlement d'Angleterre décide de sévères sanctions contre les catholiques du pays.
- 1749 : incendie du théâtre philharmonique de Vérone en actuelles Vénétie et Italie.
- 1766 : le pape Clément XIII signe la bulle nommant Jean-Olivier Briand évêque de Québec.
- 1793 : premier débat sur les langues à la Chambre d'assemblée du Bas-Canada aujourd'hui au Québec, où il est décidé de tenir le procès-verbal en français et en anglais sans préséance du deuxième sur le premier.
- 1904 : à Brno, actuelle Tchéquie, première de l'opéra en trois actes Jenufa de Leoš Janáček.
- 1921 : au cinéma, première sortie du premier long métrage (moyen métrage) de l'immigré anglais à Hollywood Charlie Chaplin Le Kid.
- 1998 : le pape Jean-Paul II arrive à Cuba pour une première visite d'un souverain pontife dans le pays sous le régime communiste.
- 2008 : en Alaska, la langue eyak s'éteint, à la suite de la mort de sa dernière locutrice Marie Smith Jones infra.
- 2011 : sortie du deuxième album « 21 » de la chanteuse londonienne Adele, l’un des plus vendus au monde à 35 millions d'exemplaires, s’ouvrant avec « Rollin in the Deep » aux sonorités gospel, sombres et puissantes, et se clôturant sur le slow "Someone like you" adapté au 21 des câlins[4].

## Sciences et techniques
- 1759 : une comète est signalée, d'ailleurs déjà repérée en 1682.
- 1840 : le navigateur français Jules-César Dumont d'Urville pose le pied sur ce qu'il nommera la « Terre Adélie » en l'honneur de sa femme Adèle (partie de l'actuel(le) Antarctide)[5].
- 1954 : les États-Unis lancent le premier sous-marin nucléaire le Nautilus.
- 1959 : mise au point du retraitement des barreaux d'uranium irradiés par des solvants organiques, par l'ingénieur chimiste Marc de Trentinian.
- 1971 : premières transmissions de l'émetteur d'Emley Moor.
- 2012 : Laura Dekker devient la plus jeune skipper à réaliser un tour du monde à la voile en solitaire.
- 2016 : le CSA français annonce le déploiement de la RNT sur le territoire métropolitain dans l'année[6].
- 2019 : au tout début de la phase de totalité d'une éclipse lunaire intégrale, un impact météorique est observé sur ledit satellite.
- 2024 : l'astéroïde 2024 BX1 — mesurant environ un mètre de diamètre — se désintègre dans l'atmosphère terrestre au-dessus de l'Allemagne, devenant le huitième astéroïde découvert avant d'impacter la Terre[7].

## Économie et société
- 1968 : accident aérien de Thulé.
- 1970 : premier vol commercial du Boeing 747 sur la ligne New York-Londres.
- 1976 : début de l'exploitation commerciale de l'avion supersonique franco-britannique Concorde.
- 1985 : un avion Lockheed L-188 de la compagnie Galaxy Airlines s'écrase à Reno (Nevada), tuant ainsi 70 de ses 71 passagers et membres d'équipage.
- 1994 : Lorena Bobbitt, 24 ans, accusée d'avoir tranché le pénis de son mari avec un couteau de cuisine en 1993, est acquittée par un jury de Virginie qui estime qu'elle a agi dans un moment de « folie passagère » (procès ayant eu un énorme retentissement aux États-Unis où il a été retransmis par deux chaînes de télévision). Son mari subira une greffe et il tournera ensuite dans plusieurs films classés X.
- 2001 : aux îles équatoriennes Galapagos, un premier bilan du naufrage du Jessica fait état de 655 000 litres de gazole et de fioul lourd répandus.
- 2002 :
  - à l'aéroport francilien d'Orly, départ pour Alger du premier vol depuis le détournement d'avion de 1994.
  - Le gouvernement argentin décide de convertir en pesos les comptes-épargnes en dollars des Argentins, provoquant de la sorte une indignation générale.
- 2005 : l'Irlande abandonne les miles britanniques au profit des kilomètres européens continentaux comme unité de mesure sur ses routes.
- 2017 : Marche des femmes sur Washington pour promouvoir les droits des femmes, la réforme de l'immigration, et la question des droits LGBT.
- 2019 : 
  - en Afghanistan, un attentat des talibans contre l’armée afghane tue environ 100 personnes.
  - Disparition du jeune footballeur Emiliano Sala dans la Manche.
- 2021 : en Irak, des attentats font au moins 32 morts sur un marché de Bagdad[8].
- 2025 : en Turquie, un incendie dans un hôtel de montagne à Kartalkaya cause au moins 76 morts[9].

## Naissances

### XIVesiècle
- 1338 : Charles V, roi de France de 1364 à 1380 († 16 septembre 1380).

### XVIIIesiècle
- 1721 : James Murray, officier de l'armée britannique et administrateur colonial, gouverneur de Québec de 1760 à 1768 († 18 juin 1794).
- 1743 : John Fitch, inventeur américain († 2 juillet 1798).
- 1746 : Félicité de Genlis, écrivaine française († 31 décembre 1830).
- 1759 : François Baillairgé, architecte, peintre et sculpteur québécois († 15 septembre 1830).
- 1763 : Augustin Robespierre, avocat et homme politique français († 28 juillet 1794).
- 1792 : Augustine Cochet de Saint-Omer, artiste-peintre française († février 1833)
- 1797 : Joseph Méry, écrivain français († 17 juin 1866).

### XIXesiècle
- 1824 : Thomas Jonathan « Stonewall » Jackson, militaire américain, général sudiste de la guerre de Sécession († 10 mai 1863).
- 1828 : Clémence de Grandval, compositrice et cantatrice française († 15 janvier 1907).
- 1831 : Nicola Cantalamessa Papotti, sculpteur italien († 30 août 1910).
- 1836 : Edgard Le Bastard, industriel et sénateur-maire de Rennes († 28 juin 1892).
- 1843 : Émile Levassor, industriel français († 14 avril 1897).
- 1848 : Henri Duparc, compositeur français († 12 février 1933).
- 1851 : Emma Dobigny, modèle française († 1er avril 1925).
- 1858 : Mel Bonis, compositrice française († 18 mars 1937).
- 1867 : Maxime Weygand, militaire français († 28 janvier 1965).
- 1869 : Grigory Yefimovich Raspoutine (Григорий Ефимович Распутин-Новый), mystique russe influent († 30 décembre 1916).
- 1875 : René Baire, mathématicien français († 5 juillet 1932).
- 1878 : 
  - Sébastien Paul Guillaume-Louis, professeur de médecine français († 30 juin 1957).
  - Egon Friedell, écrivain, journaliste et acteur autrichien († 16 mars 1938).
- 1882 : Lucila Luciani de Pérez Díaz, historienne, écrivaine et féministe vénézuélienne († 8 mars 1971).
- 1886 :
  - Violet Aitken, journaliste et suffragette britannique († novembre 1987).
  - Gaston Bonnaure, homme politique français († 19 février 1942).
  - Pierre-Marie Gaurand, homme politique français († 3 mars 1943).
  - Marcel Lehuédé, sculpteur français († 16 avril 1918).
  - Gustave Sap, homme politique belge († 19 mars 1940).
  - Léon Sasportas, médecin et ethnologue français († 15 août 1948).
  - John M. Stahl, réalisateur américain († 12 janvier 1950).
- 1887 : Georges Vézina, hockeyeur sur glace québécois († 27 mars 1926).
- 1895 : Cristóbal Balenciaga, couturier espagnol († 23 mars 1972).
- 1896 : Theodore Stephanides, polymathe grec, héros de la "Trilogie de Corfou" de Gerald Durrell († 13 avril 1983).
- 1897 : René Iché, sculpteur français († 23 décembre 1954).
- 1898 : Rudolph Maté (Rudolf Mayer dit), réalisateur polonais († 27 octobre 1964).

### XXesiècle
- 1901 : Ricardo Zamora, footballeur espagnol († 8 septembre 1978).
- 1902 : Agnès Souret, mannequine, comédienne, danseuse, 1re Miss France (« plus belle femme de France » ; † 30 septembre 1928).
- 1903 : Raymond Suvigny, haltérophile français champion olympique en 1932 († 26 octobre 1945).
- 1905 :
  - Christian Dior, couturier et styliste français († 24 octobre 1957).
  - Escott Reid, diplomate canadien († 28 septembre 1999).
- 1906 : Igor Moïsseïev (Игорь Александрович Моисеев), chorégraphe ukrainien († 2 novembre 2007).
- 1909 : Albert Chambon, homme politique français († 28 décembre 2002).
- 1910 : Károly Takács, tireur sportif hongrois double champion olympique († 5 janvier 1976).
- 1912 : Konrad Bloch, biochimiste allemand († 15 octobre 2000).
- 1918 : Richard Davis Winters, militaire américain († 2 janvier 2011).
- 1920 : Errol Barrow, chef du gouvernement, 1er Ministre, père de l'indépendance de La Barbade commémoré ci-après († 1er juin 1987).
- 1921 : Eugenio Corti, écrivain et essayiste italien († 4 février 2014).
- 1922 :
  - Lincoln Alexander, homme politique canadien († 19 octobre 2012).
  - Aristotelis « Telly » Savalas, acteur américain († 22 janvier 1994).
  - Paul Scofield, acteur britannique († 19 mars 2008).
- 1923 :
  - Lola Flores (María Dolores Flores Ruiz dite), chanteuse, danseuse et actrice espagnole († 16 mai 1995).
  - Judith Merril, romancière canadienne († 12 septembre 1997).
  - André Pierdel, prestidigitateur, créateur d'effets spéciaux français († 23 janvier 2011).
- 1924 : Alfred Hawthorn « Benny » Hill, humoriste britannique († 20 avril 1992).
- 1925 : Charles Aidman, acteur américain († 7 novembre 1993).
- 1926 :
  - Clive Donner, réalisateur américain († 7 septembre 2010).
  - Roger Taillibert, architecte français († 3 octobre 2019).
  - Stephen Lester « Steve » Reeves, acteur américain († 1er mai 2000).
- 1930 :
  - Kalevi Sorsa, homme politique trois fois Premier ministre de la Finlande († 16 janvier 2004).
  - Pierre Tornade, acteur français († 7 mars 2012).
- 1933 :
  - Julieta Serrano, actrice catalane.
- 1934 :
  - Audrey Dalton, actrice irlando-américaine.
  - Émile Louis, conducteur de cars et tueur en série français († 20 octobre 2013).
- 1935 : Arthur Ayrault, rameur américain champion olympique († 24 février 1990).
- 1936 :
  - Fird « Snooks » Eaglin Jr., chanteur américain († 18 février 2009).
  - Kōji Hashimoto, réalisateur japonais († 9 janvier 2005).
- 1937 : Christian de Chalonge, cinéaste français.
- 1938 : Wolfman Jack (Robert Weston Smith dit), disc-jockey américain († 1er juillet 1995).
- 1940 : Jack Nicklaus, golfeur américain.
- 1941 :
  - Plácido Domingo, artiste chanteur lyrique espagnol.
  - Richie Havens, chanteur américain († 22 avril 2013).
- 1942 :
  - Morris « Mac » Davis, chanteur, guitariste, compositeur et acteur américain († 29 septembre 2020).
  - Edwin Starr (Charles Edwin Hatcher dit), chanteur américain († 2 avril 2003).
  - Ernst Streng, coureur cycliste allemand champion olympique sur piste († 27 mars 1993).
- 1946 : John « Johnny » Oates (en), joueur puis manager de baseball américain († 24 décembre 2004).
- 1947 :
  - Gérard Chambre, comédien et chanteur français.
  - Jill Eikenberry, actrice américaine.
  - Michel Jonasz, auteur compositeur interprète chanteur français.
- 1948 : Zora Young, chanteuse américaine.
- 1950 :
  - Billy Ocean (Leslie Sebastian Charles dit), chanteur américain.
  - Joseph Richard Tanner, astronaute américain.
- 1951 : Eric Holder, homme politique américain, procureur général de 2009 à 2015.
- 1952 : Marie-Arlette Carlotti, femme politique française.
- 1953 : Paul Allen, informaticien et homme d’affaires américain, cofondateur de Microsoft († 15 octobre 2018).
- 1954 :
  - Jean Lemieux, médecin et écrivain québécois.
  - Idrissa Ouedraogo, réalisateur burkinabé († 18 février 2018).
  - Camellia Todorova / Камелия Тодорова, chanteuse et actrice bulgare.
- 1955 : Jeffrey « Jeff » Koons, artiste américain.
- 1956 :
  - Robby Benson (Robin David Segal dit), acteur, réalisateur et scénariste américain.
  - Virginia Elizabeth « Geena » Davis, actrice américaine.
  - Adeline Hazan, femme politique française.
- 1958 : 
  - Michael Wincott, acteur canadien.
  - Mabel Chinomona, femme politique zimbabwéenne.
- 1959 : Sergei Alifirenko, tireur sportif russe, champion olympique.
- 1960 :
  - Isabelle Falque-Pierrotin, haut fonctionnaire français.
  - Pierre Laur, acteur et metteur en scène français.
- 1961 : Gildas Arzel, chanteur français.
- 1962 :
  - Michel Padovani, footballeur et entraîneur français.
  - Marie Trintignant, actrice française († 1er août 2003).
- 1963 : 
  - Eva Alcón Soler, universitaire et rectrice espagnole, élue présidente de la Conférence des recteurs des universités espagnoles en 2023.
  - Hakeem Olajuwon, joueur de basket-ball américain d'origine nigériane.
- 1964 :
  - Stéphane Bourguignon, écrivain et scénariste québécois.
  - Wang Chao (王超), acteur chinois.
  - Philippe Lelièvre, comédien français.
  - Aleksandar Šoštar, joueur de water-polo serbe champion olympique.
- 1966 : Michel Zumkeller, homme politique français.
- 1969 : Tsubaki Nekoi (猫井 椿), mangaka japonaise.
- 1970 : 
  - Marina Foïs, humoriste et actrice française.
  - Michael Jakosits, tireur sportif allemand champion olympique.
  - Mahmut Demir, lutteur turc champion olympique.
- 1971 : Douglas Daniel « Doug » Weight, hockeyeur professionnel américain.
- 1972 : Sterling Ruby (en), plasticien et peintre américain.
- 1975 : Alexis Paumier, athlète cubain, spécialiste du lancer du poids.
- 1976 :
  - Emma Bunton, chanteuse et danseuse britannique du groupe des Spice Girls.
  - Lars Eidinger, comédien allemand.
  - Sun Shuwei, plongeur chinois, champion olymique.
- 1977 : José Ignacio Uceda Leal, matador espagnol.
- 1978 : Sacha Judaszko, acteur, humoriste français et chauffeur de salle.
- 1979 :
  - Judith Esseng Abolo, judokate camerounaise.
  - Jan-Willem Gabriëls, rameur néerlandais.
  - Zuzana Klimešová, joueuse de basket-ball tchèque.
  - Élodie Navarre, actrice française.
  - Brian O'Driscoll, joueur de rugby irlandais.
- 1981 :
  - Daniel James « Dany » Heatley, hockeyeur professionnel canadien né en Allemagne de l’Ouest.
  - Izabella Miko, actrice polonaise.
- 1982 : 
  - Nicolas Mahut, joueur de tennis français.
  - Pierre Vinclair, poète et écrivain français.
- 1983 :
  - Alex Acker, basketteur américain.
  - Xane d'Almeida, basketteur franco-sénégalais.
  - Maryse Ouellet, catcheuse canadienne.
  - Mohamed Zaouche, footballeur algérien.
- 1985 :
  - Sergey Grankin (Сергей Юрьевич Гранкин), volleyeur russe.
  - Justin Ingram, basketteur américain.
  - Ryan Suter, hockeyeur sur glace américain.
- 1986 :
  - Julien Jousse, pilote de courses automobile français.
  - Jonathan Quick, hockeyeur sur glace américain.
- 1987 : Augustine Choge, athlète de fond et demi-fond kényan.
- 1989 :
  - Matteo Pelucchi, cycliste sur route italien.
  - Zhang Shuai (张帅), joueuse de tennis chinoise.
- 1991 : Guizmo (rappeur), (Lamine Diakité dit), rappeur français.
- 1993 :
  - Georgio (Georges Édouard Nicolo dit), rappeur français.
  - Clément Mignon, nageur français.
  - Fabiola Ndanga Nana, judokate camerounaise
- 1994 : Laura Robson, joueuse de tennis anglaise.
- 1995 :
  - Marine Johannès, basketteuse française.
  - Nguyễn Công Phượng, footballeur vietnamien.
- 1996 :
  - Marco Asensio, footballeur espagnol.
  - Aldo Kalulu, footballeur français.
- 1999 : Em Beihold (Emily Beihold dite), auteure-compositrice-interprète américaine.

### XXIesiècle
- 2001 : Jackson Brundage, acteur américain.
- 2004 : Ingrid Alexandra, princesse de Norvège.

## Décès

### XIIesiècle
- 1118 : Pascal II (Raniero de Bieda dit), 160e pape, en fonction de 1099 à 1118 (° vers 1050).

### XVesiècle
- 1416 : Jacopo Avanzi, peintre italien (° inconnue).

### XVIesiècle
- 1512 : un fils et héritier royal mâle mort-né de Louis XII et d'Anne de Bretagne, confirmant ainsi la successibilité de François de Valois Angoulême comme prochain roi de France (° 21 janvier 1512).
- 1527 : Juan de Grijalva, conquistador espagnol (° vers 1489).

### XVIIesiècle
- 1609 : Joseph Juste Scaliger, théologien protestant français (° 1540).
- 1628 : Gregor Aichinger, compositeur allemand (° 1564).
- 1677 : Christina Anna Skytte, baronne et pirate suédoise.
- 1686 : François Blondel, architecte français (° 15 juin 1618).

### XVIIIesiècle
- 1706 : Adrien Baillet, théologien français (° 13 juin 1649).
- 1773 : Alexis Piron, dramaturge français (° 9 juillet 1689).
- 1774 : Moustafa III (مصطفى ثالث), sultan ottoman de 1757 à 1774 (° 28 janvier 1717).
- 1788 : Paul d'Albert de Luynes, prélat français (° 5 janvier 1703).
- 1789 : Paul Thiry d'Holbach, savant et philosophe français (° 8 décembre 1723).
- 1792 : Giovanni Cristofano Amaduzzi, homme d'Église et philosophe italien (° 9 août 1740).
- 1793 : Louis XVI, roi de France de 1774 à 1791, roi des Français entre 1791 et 1792 (° 23 août 1754).
- 1795 : Samuel Wallis, navigateur britannique (° 23 avril 1728).

### XIXesiècle
- 1814 : Jacques-Henri Bernardin de Saint-Pierre, écrivain et botaniste français (° 19 janvier 1737).
- 1831 : Ludwig Joachim « Achim » von Arnim, romancier et poète allemand (° 26 janvier 1781).
- 1836 : André Étienne Justin Pascal Joseph François d'Audebert de Férussac, naturaliste et militaire français (° 30 décembre 1786).
- 1870 : Alexandre Herzen (Александр Иванович Герцен), écrivain russe (° 6 avril 1812).
- 1872 : Franz Grillparzer, écrivain autrichien (° 15 janvier 1791).
- 1881 : Wilhelm Matthias Naeff, homme politique suisse, conseiller fédéral de 1848 à 1875 (° 19 février 1802).
- 1885 : John Gwyn Jeffreys, conchyliologiste britannique (° 18 janvier 1809).
- 1886 :
  - Jules d'Aoust, compositeur et homme politique français (° 16 mars 1817).
  - Léon Dombre, ingénieur français (° 25 octobre 1804).
  - George T. Kingston, météorologue canadien d'origine britannique (° 5 octobre 1816).
  - Joseph-Charles-Maurice Mathieu de La Redorte, homme politique français (° 20 mars 1803).
- 1891 : Callixte « Calixa » Lavallée, compositeur canadien (° 28 décembre 1842).
- 1892 : John Couch Adams, astronome britannique (° 5 juin 1819).
- 1894 : Guillaume Lekeu, compositeur belge (° 20 janvier 1870).

### XXesiècle
- 1901 : Elisha Gray, inventeur américain (° 2 août 1835).
- 1914 : Theodor Kittelsen, dessinateur norvégien (° 27 avril 1857).
- 1919 : Kojong (광무제), empereur de Corée de 1897 à 1907 (° 8 septembre 1852).
- 1924 : Lénine (Vladimir Ilitch Oulianov), avocat, écrivain et révolutionnaire russe fondateur et 1er dirigeant de l'URSS (° 22 avril 1870).
- 1926 : Camillo Golgi, médecin italien, prix Nobel de physiologie ou médecine en 1906 (° 7 juillet 1843).
- 1931 : Cesare Burali-Forti, mathématicien italien (° 13 août 1861).
- 1933 : George Moore, romancier irlandais (° 24 février 1852).
- 1937 : Marie Prevost, actrice canadienne (° 8 novembre 1896).
- 1938 : Georges Méliès, réalisateur français de cinéma et trucages (° 8 décembre 1861).
- 1940 : Christophe de Grèce, fils du roi Georges Ier, père du prince Michel de Grèce (° 10 août 1888).
- 1944 : William Whiteman Carlton Topley, bactériologiste britannique (° 19 janvier 1886).
- 1948 : Ermanno Wolf-Ferrari, compositeur italien (° 12 janvier 1876).
- 1950 : George Orwell (Eric Arthur Blair dit), romancier et essayiste britannique (° 25 juin 1903).
- 1951 : Hélène d'Orléans, ancienne duchesse d'Aoste, Mme Campini (° 13 juin 1871).
- 1955 : Charles Archibald « Archie » Hahn, athlète américain (° 14 septembre 1880).
- 1959 : Cecil Blount DeMille, cinéaste américain (° 12 août 1881).
- 1960 : « Chicuelo II » (Manuel Jiménez Díaz dit), matador espagnol (° 16 juin 1929).
- 1961 : 
  - John J. Becker, compositeur américain (° 22 janvier 1886).
  - Blaise Cendrars (Frédéric Louis Sauser dit), écrivain franco-suisse (° 1er septembre 1887).
- 1964 : Carlo Chiarlo, prélat italien (° 4 novembre 1881).
- 1967 : Ann Sheridan, actrice américaine (° 21 février 1915).
- 1974 : Arnaud Denjoy, mathématicien français académicien ès sciences (° 5 janvier 1884).
- 1975 : Manuel Guimarães, cinéaste portugais (° 19 août 1915).
- 1976 : Joseph-Marie Martin, cardinal français, archevêque de Rouen de 1948 à 1968 (° 9 août 1891).
- 1977 : Sandro Penna, poète italien (° 12 juin 1906).
- 1980 : Georges Painvin, cryptographe et industriel français (° 28 janvier 1886).
- 1984 : Jack Leroy « Jackie » Wilson, Jr., chanteur américain (° 9 juin 1934).
- 1989 : Carl Furillo, joueur de baseball américain (° 8 mars 1922).
- 1993 : Charles « Charlie » Leonard Gehringer, joueur de baseball américain (° 11 mai 1903).
- 1996 : René Jalbert, militaire québécois et sergent d'armes à l’Assemblée nationale (° 20 février 1921).
- 1997 :
  - Marcello Danon (de), producteur italien de cinéma (° 3 octobre 1920).
  - Irwin Levine (en), compositeur américain (° 23 mars 1938).
  - (ou 22 janvier) le Colonel Parker (Andreas Cornelius van Kuijk dit), gestionnaire d'Elvis Presley (° 26 juin 1909).
  - Giorgio Prosperi, réalisateur, scénariste et dramaturge italien (° 1er janvier 1911).
- 1998 : Jack Lord (John Joseph Patrick Ryan dit), acteur américain (° 30 décembre 1920).
- 1999 :
  - Charles Brown, musicien, chanteur et compositeur américain (° 13 septembre 1922).
  - Susan Strasberg, actrice américaine (° 22 mai 1938).

### XXIesiècle
- 2001 : 
  - Sandy Baron, acteur américain (° 5 mai 1937).
  - Byron De La Beckwith, extrémiste américain (° 9 novembre 1921).
- 2002 : 
  - Max Angst, bobeur suisse (° 3 juillet 1921).
  - Peggy Lee (Norma Deloris Egstrom dite), chanteuse et actrice américaine (° 26 mai 1920).
- 2003 : Khin Hnin Yu, écrivaine birmane (° 7 septembre 1925).
- 2004 : 
  - Luce Berthommé, actrice et metteur en scène française (° 14 février 1945).
  - Jock Newall, footballeur britannico-néo-zélandais (° 21 juillet 1917).
  - Yordan Raditchkov, romancier et dramaturge bulgare (° 24 octobre 1929).
- 2005 :
  - Jacques Andrieux, militaire français (° 15 août 1917).
  - Sébastien Hamon, journaliste français (° 23 février 1970).
  - Henri Marteau, acteur français (° 16 janvier 1933).
  - Theun de Vries, écrivain néerlandais (° 26 avril 1907).
- 2006 : 
  - Jean-Marie Goasmat, cycliste sur route français (° 28 mars 1913).
  - Robert Knudson, ingénieur du son américain (° 29 septembre 1925).
  - Ibrahim Rugova, homme politique et écrivain président du Kosovo (° 2 décembre 1944).
  - Vicente Sierra Sanz, footballeur espagnol (° 9 septembre 1914).
- 2007 : 
  - Maria Cioncan, athlète de demi-fond roumaine (° 19 juin 1977).
  - Peer Raben, compositeur, acteur, réalisateur et producteur allemand (° 3 juillet 1940).
  - Barbara Seranella, romancière américaine (° 30 avril 1956).
- 2008 :
  - Marie Smith Jones, citoyenne américaine, dernière locutrice de langue eyak (° 14 mai 1918).
  - (dans la nuit du 20 janvier) Robert Lemieux, avocat canadien (° 9 octobre 1941).
- 2010 :
  - Maxime Leroux, acteur français (° 26 mars 1951).
  - Jacques Martin, auteur de bande dessinée français (° 25 septembre 1921).
- 2012: Una Mulzac (° 19 avril 1923).
- 2015 : Leon Brittan, homme politique britannique (° 25 septembre 1939).
- 2016 :
  - Marc Cassot, comédien français (° 16 juin 1923).
  - Bill Johnson, skieur américain (° 30 mars 1960).
  - Gérard Kamanda wa Kamanda, homme politique congolais (° 10 décembre 1940).
  - Robert Sassone, cycliste français (° 23 novembre 1978).
- 2017 : Veljo Tormis, compositeur estonien (° 7 août 1930).
- 2018 :
  - Yves Afonso, acteur français (° 13 février 1944).
  - Gianni Bongioanni, réalisateur italien (° 6 août 1921).
  - Philippe Gondet, footballeur français (° 17 mai 1942).
  - Tsukasa Hosaka, footballeur japonais (° 3 mars 1937).
- 2019 :
  - Marcel Azzola, accordéoniste français (° 10 juillet 1927).
  - Edwin Birdsong, musicien et producteur américain (° 22 août 1941).
  - Pedro Manfredini, footballeur argentin (° 7 septembre 1935).
  - Giuseppe Minardi, cycliste italien (° 18 mars 1928).
  - Henri d'Orléans, prétendant orléaniste au trône de France (° 14 juin 1933).
  - Emiliano Sala, footballeur argentino-italien (° 31 octobre 1990).
  - Michel Sangaré, comédien malien (° octobre 1959).
  - Shivakumara Swami, chef spirituel indien devenu supercentenaire (° 1er avril 1907).
  - Harris Wofford, homme politique américain (° 9 avril 1926).
- 2020 : 
  - Sébastien Demorand, journaliste, critique et juré gastronomique, présentateur et chroniqueur de radio français (° 4 août 1969).
  - Terry Jones, historien, écrivain, acteur, réalisateur et scénariste britannique issu des Monty Python (° 1er février 1942).
- 2021 : 
  - Nathalie Delon (Francine Canovas dite), actrice et réalisatrice française (° 1er août 1941).
  - Jean Graton, auteur français de bandes dessinées (° 10 août 1923).
  - Rémy Julienne, cascadeur français pour le cinéma (° 17 avril 1930).
  - Rose Bernadette Rébienot Owansango, tradipraticienne gabonaise (° 1er janvier 1934).
- 2022 :
  - Louie Anderson, acteur, scénariste et producteur américain (° 24 mars 1953).
  - Rex Cawley, athlète de haies américain (° 6 juillet 1940).
  - Anatoli Naïman, poète, traducteur, essayiste et écrivain soviétique puis russe (° 23 avril 1936).
  - Jean-Luc Parodi, politologue français (° 8 juin 1937).
- 2023 :
  - Georges Banu, critique et homme de théâtre français (° 22 juin 1943).
  - B.G., the Prince of Rap, chanteur et musicien de musique électronique américain (° 28 septembre 1965).
  - Ritt Bjerregaard, femme politique danoise (° 19 mai 1941).
  - Gabriel Dodo Ndoke, haut-fonctionnaire et homme politique camerounais (° 13 novembre 1971).
  - Claude Génisson, peintre hyperréaliste français (° 27 août 1927).
  - Linda Kasabian, membre de « la famille » de Charles Manson américaine (° 21 juin 1942).
  - René Laurin, enseignant et homme politique canadien (° 4 février 1940).
  - Marek Plura, homme politique polonais (° 18 juillet 1970).
  - Pino Roveredo, dramaturge et écrivain italien (° 16 octobre 1954).
  - Friedrich Weissensteiner, historien autrichien (° 25 novembre 1927).
- 2024 :
  - Maciej Chojnacki, basketteur polonais (° 6 décembre 1942).
  - Mokhtar Hasni, footballeur tunisien (° 19 mars 1952).
  - Thomas Hussey, homme politique irlandais (° 25 janvier 1936).
  - Roger Rogerson, policier et trafiquant de drogue australien (° 3 janvier 1941).
- 2025 :
  - Valérie André, médecin militaire, aviatrice, parachutiste et pilote d'hélicoptère française (° 21 avril 1922).
  - Jo Baer, artiste minimaliste américaine (° 7 août 1929).
  - Jacques Fournier, prêtre catholique français, engagé dans la vie associative, les patronages et l'éducation des jeunes (° 1er juillet 1925).
  - Mauricio Funes, homme d'État salvadorien (° 18 octobre 1959).
  - Garth Hudson, multi-instrumentiste canadien (° 2 août 1937).
  - Keiichi Suzuki, patineur de vitesse japonais (° 10 novembre 1942).

## Célébrations

### Internationales et nationales

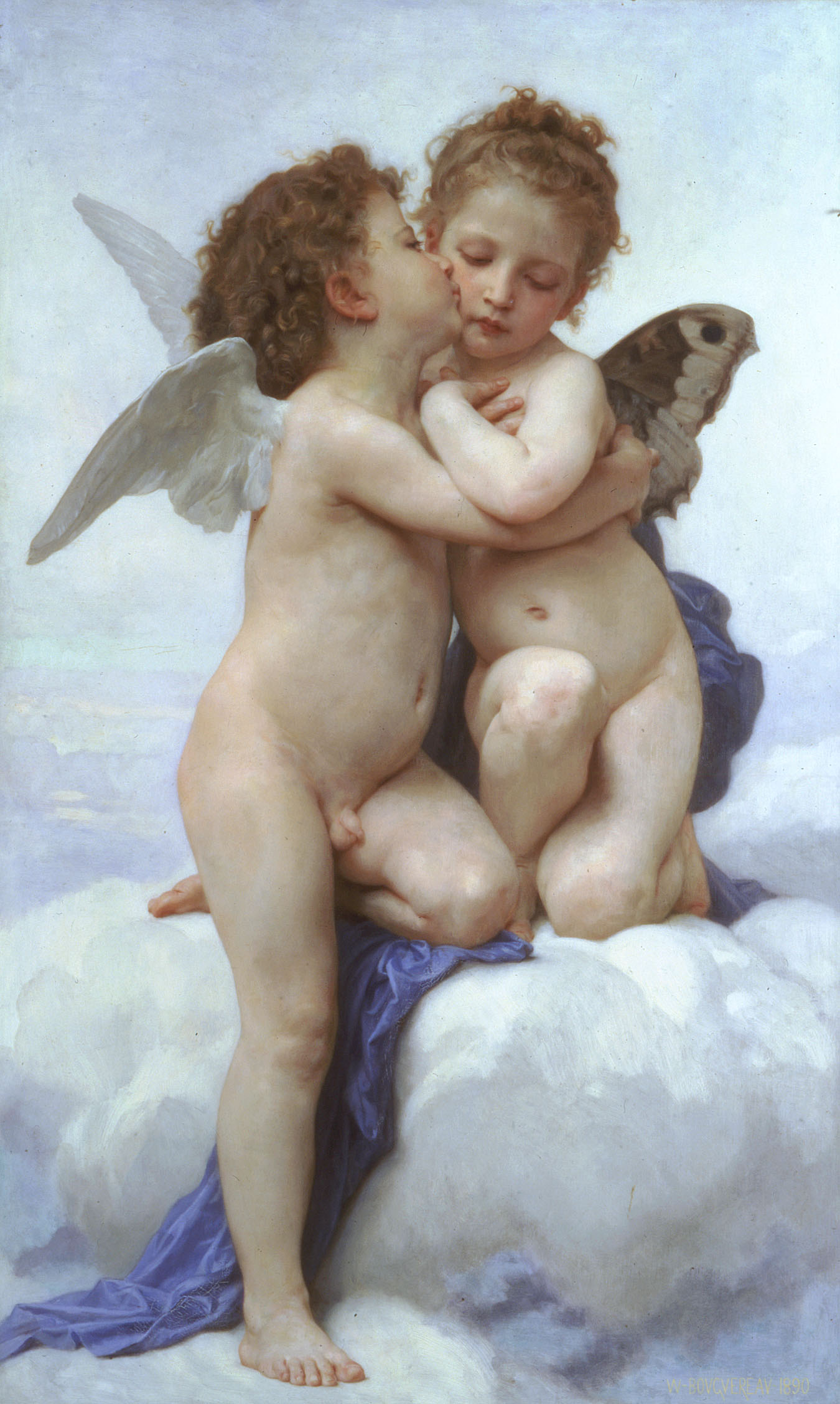
Journée internationale des câlins
("L'Amour et Psyché enfants" par W. Bouguereau en 1890).

- Journée internationale des câlins, extension mondiale du national hug day ou « jour national des câlins » des États-Unis[4] (depuis 1986 par le révérend américain du Michigan Kevin Zaborney qui avait constaté que les gens étaient souvent déprimés entre Noël et la saint-Valentin[10] en réaction possible au "Blue monday" de la même période).
- La Barbade : Errol Barrow Day (en) ou fête d'Errol Barrow du fait de sa date anniversaire de naissance ci-avant (centenaire depuis 2020).
- États-Unis : lundi Inauguration Day ou jour quadriennal de l'investiture du président des États-Unis suivant son élection au mois de novembre précédent, quand la veille 20 janvier tombe un dimanche.
- Extrême-Orient d'Asie et ses diasporas et influences : date possible pour le début du nouvel an asiatique dès la veille 20 janvier jusqu'au 20 février au gré de la Lune.
- Québec (Canada) : jour du drapeau[11].

### Religieuses
- Catholicisme : 
  - fiesta de la Virgen de la Altagracia ou « fête de la Vierge de l'Altagracia », en République dominicaine où exportée depuis l'Extrémadure d'Espagne, en référence à Sainte Marie de Nazareth, mère juive de Jésus de Galilée y ayant supposément vécu aux premiers siècles avant, pendant et après J.-C. (avant la naissance incarnée jusqu'après le décès terrestre de son dit fils). Voir autres dates mariales les 15 août, 8 septembre, 8 décembre, 1er janvier voire 11 février etc.
  - Date traditionnellement de deuil en France au moins chez les royalistes en souvenir de la mort du roi guillotiné Louis XVI (Capet) de Bourbon depuis 1793 ci-avant (voire de celle de Henri d'Orléans depuis 2019) ; des célébrations religieuses ont lieu tous les ans aux alentours de cette date en ladite mémoire, notamment à la Chapelle expiatoire à Paris aujourd'hui dans le huitième arrondissement et en la basilique Saint-Denis en actuelle Seine-Saint-Denis.

### Saints des Églises chrétiennes

#### Saints des Églises catholiques et orthodoxes
Saints des Églises catholiques et orthodoxes :
- Agnès de Rome († 304), vierge et martyre à Rome sous Dioclétien.
- Aptat († 715), 34e évêque de Metz.
- Busiride († 379), encratite converti(e) à la foi catholique à Ancyre en Galatie.
- Épiphane de Pavie († 496), 8e évêque de Pavie.
- Fructueux († 259), 1er évêque de Tarragone et ses deux diacres Augure et Euloge tous trois martyrs.
- Maxime le Confesseur († 662), moine et théologien byzantin.
- Meinrad d'Einsiedeln († 861), ermite à Einsiedeln.
- Patrocle de Troyes († 273), ermite et martyr à Troyes (Champagne, actuelle Aube).
- Publius († 112), 1er évêque de Malte puis 4e évêque d'Athènes et martyr.
- Zacharie de Lucanie († 950), ermite au mont Mercure en Lucanie.

#### Saints et bienheureux des Églises catholiques
Saints et bienheureux des Églises catholiques :
- Alban-Barthélémy Roe († 1642), bénédictin et Thomas Green, chartreux, martyrs à Tyburn.
- Edward Stransham († 1586) et Nicolas Woodfen, bienheureux prêtres anglais martyrs également à Tyburn.
- Gauthier de Bruges († 1307), 72e évêque de Poitiers.
- Inès de Benigànim († 1696), bienheureuse religieuse augustine espagnole.
- Jean Baptiste Du Cormier († 1794) et ses compagnons, bienheureux martyrs français à Laval en Mayenne.
- Jean Yi Yun-il († 1867), père de famille et catéchiste, martyr à Daegu en Corée.

#### Saint orthodoxe
- Apollonios l'Anachorète (IVe siècle)[13], martyr.
- Maxime le Grec († 1556), moine

### Prénoms du jour[Où?]
Bonne fête aux Agnès et ses variantes linguistiques : Agnes, Ágnes, Agnesa, Agnese, Agnieszka, Nest, Nesta, voire aux Ines, Iñes, Inès, Inés fêtées surtout les 10 septembre sinon les 31 juillet des Ignace, Ignacio, Iñaki, etc..
Et aux :
- Eumaël,
- Haeloc et ses variantes ou dérivés autant bretons Indganoc & Ingenoc.

## Traditions et superstitions

### Dictons
- « À la Sainte-Agnès, l'hiver sans amour ne progresse. »[14]
- « À la sainte Agnès, une heure de plus. »[15]
- « À la saint-Régis (16 juin), j'lui ai touché la cuisse, vivement la sainte-Agnès. » (variante finale originelle avec « sainte-Agathe » du 5 février)[16]
- « De sainte Agnès la douceur ne nous fait pas croire que l'hiver meurt. »[17]
- « Froidure d'Agnès, n'est que caresse. »[14]
- « Jour de Sainte-Agnès, jamais trop de froid ne laisse. »[18]
- « Pour Sainte-Agnès et Saint-Fructueux (16 avril), les plus grands froids. »[19]

### Astrologie
- Signe du zodiaque : 1er jour du signe astrologique du Verseau.

## Toponymie
- Les noms de plusieurs voies, places, sites ou édifices de pays ou régions francophones contiennent cette date sous diverses graphies : voir Vingt-et-Un-Janvier .